# Matilde Serao

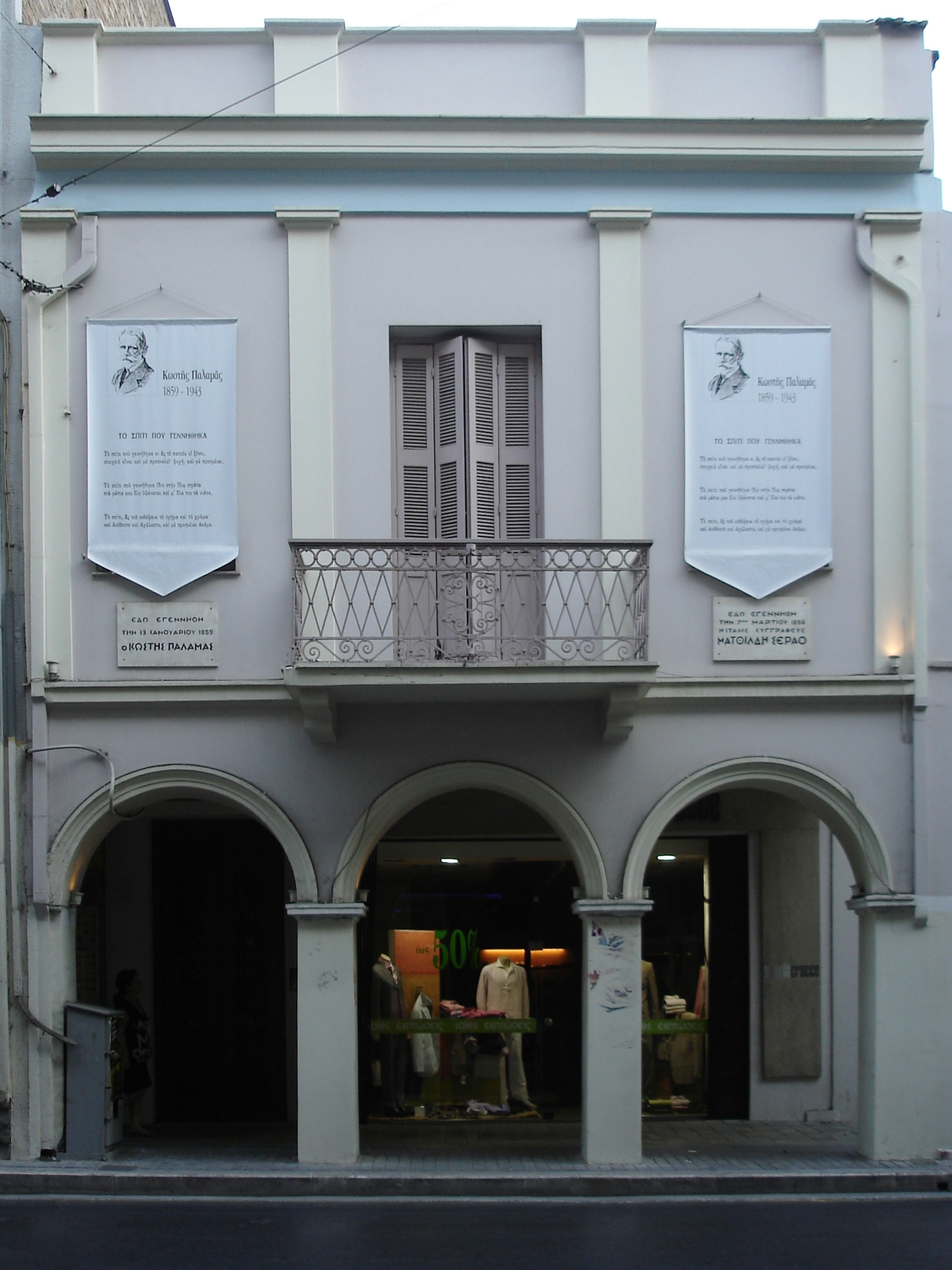
La maison natale de Costis Palamas et Matilde Serao à Patras.

Matilde Serao, née le 7 mars 1856 à Patras (Grèce) et morte le 25 juillet 1927 à Naples (Italie), est une journaliste et romancière italienne d'origine grecque par sa mère. 
Elle fut, avec son mari Edoardo Scarfoglio, la fondatrice du journal Il Mattino en 1892, avant de lancer son propre quotidien Il Giorno.

## Biographie
Elle est née à Patras en mars 1856, du mariage entre l'avocat de Naples Francesco Saverio Serao et Paolina Borrelly, une noble grecque déchue. Son père, avocat et journaliste napolitain, avait dû quitter sa ville en 1848, étant recherché comme anti-bourbon. Pendant son exil en Grèce, où il a trouvé un emploi de professeur d'italien, il rencontre et épouse Paolina Borrelly. Le 15 août 1860, à l'annonce de la chute imminente de François II, roi des Deux-Siciles, la famille Serao rentre au pays. Ils se logent à Ventaroli, un hameau de Carinola (à environ 30 km de Caserte). Non scolarisée, Matilde Serao apprend à lire auprès de sa mère. En 1872, elle entre à l'école normale d'instituteurs de Naples.
Elle devient ensuite brièvement institutrice puis travaille comme employée au télégraphe tout en se consacrant à l'écriture. Elle écrit notamment sous le pseudonyme de Tuffolina, et collabore à différents journaux. Installée à Rome au début des années 1880, la jeune femme publie cinq recueils de nouvelles qui contribuent à la faire connaître. Elle épouse en 1885 le journaliste Edoardo Scarfoglio avec lequel elle donne naissance au journal “Il Corriere di Roma”,.
Des difficultés financières les conduisent à quitter Rome pour Naples,. Le couple y fonde successivement deux journaux Il Corriere di Napoli puis Il Mattino. Parallèlement à ses activités de presse, Matilde Serao poursuit son œuvre littéraire, publiant notamment Il Ventre di Napoli, où elle s'aventure dans la misère et les malheurs de cette ville alors touchée par le choléra, l'abandon de Naples par son administration mais note aussi la forte solidarité entre les habitants,,. Puis, divorcée de Edoardo Scarfoglio, elle fonde son propre journal Il Giorno di Napoli. En 1922, les bureaux du journal sont saccagés par les fascistes. Elle reste à la direction de ce journal mais meurt en 1927.

## Œuvres
Quelques titres :
- Sentinelles, prenez garde à vous (traduit de l'italien par Georges Hérelle), éditions Calmann Lévy, 1899.
- Cœur malade (trad. Mme Charles Laurent), Paris, Paul Ollendorff, 1899 (paru comme feuilleton dans Le Gaulois, sous le titre Cœur souffrant, du 14 juillet 1898 au 31 août 1898)
- La Vertu de Beppina, suivi de Vers le cloître, et de L'Indifférent (trad. Mme Charles Laurent), Paris, Paul Ollendorff, 1900 (La Vertu de Beppina publié d'abord sous forme de roman-feuilleton dans Le Figaro du 21 juillet 1899 au 27 juillet 1899)
- La Conquête de Rome (trad. de Mme Charles Laurent), Paris, Paul Ollendorff, 1900.
- Le Ventre de Naples, paru en italien en 1884 (traduit par M. Pozzoli), éditions des Cahiers de l'Hôtel de Galliffet, 2010.
- Au pays de Cocagne, paru en italien en 1891 (traduit par M. P. B.), Paris, E. Plon, Nourrit et Cie, 1898.